# 有毒廢物

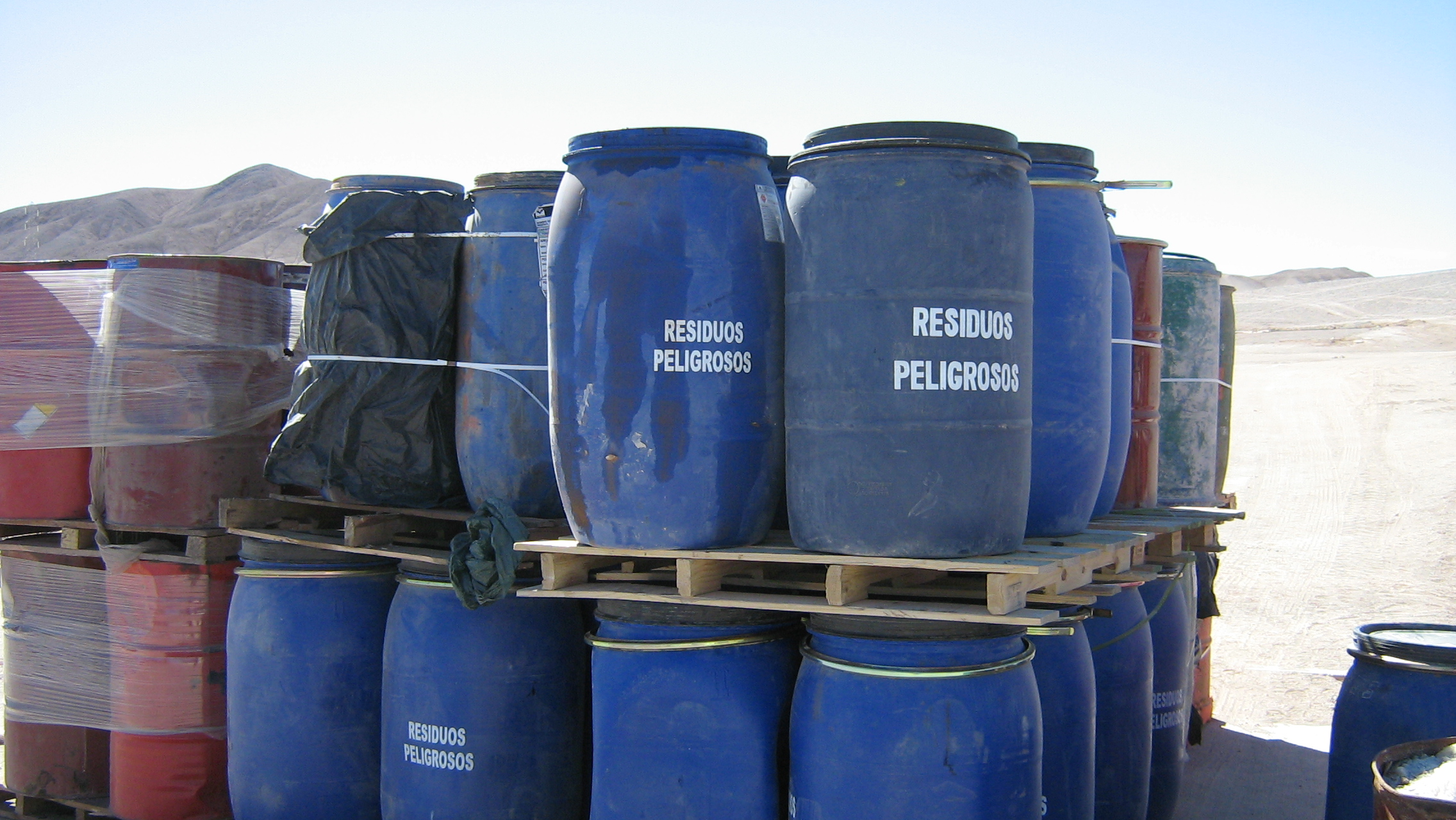
裝着有毒廢料的桶

有毒廢物是對人類，植物或動物有害的任何廢物，但通常說的是傷害人類的廢物。 有毒廢物通常是液態化學物質。 它們通常是通過製造而作為製造其他東西的副產品而製成的，但有時它們是用於農業的化學品。